# Гровенор, Джеральд, 4-й герцог Вестминстер

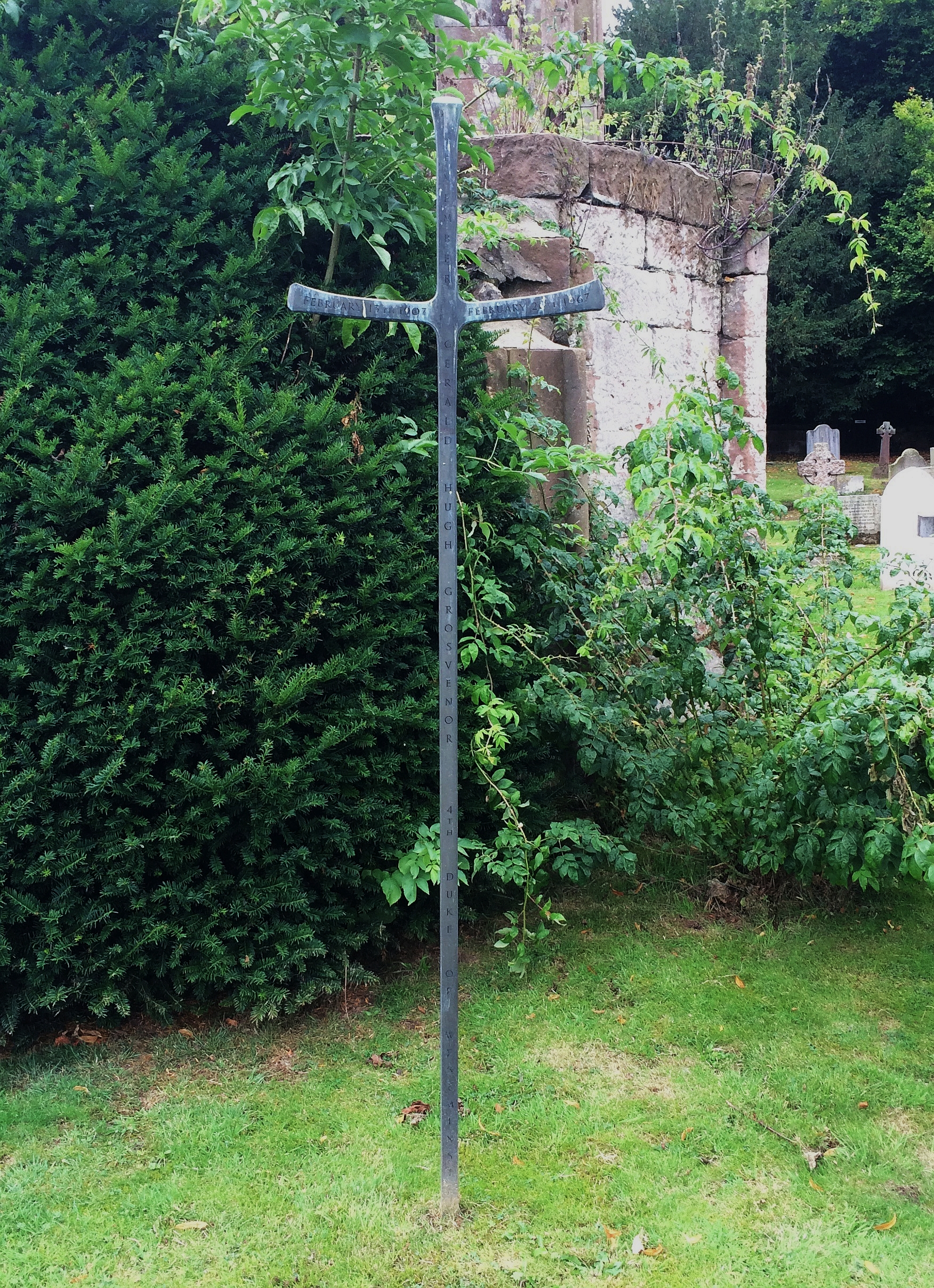
Могила Джеральда Гровенора, 4-го герцога Вестминстера

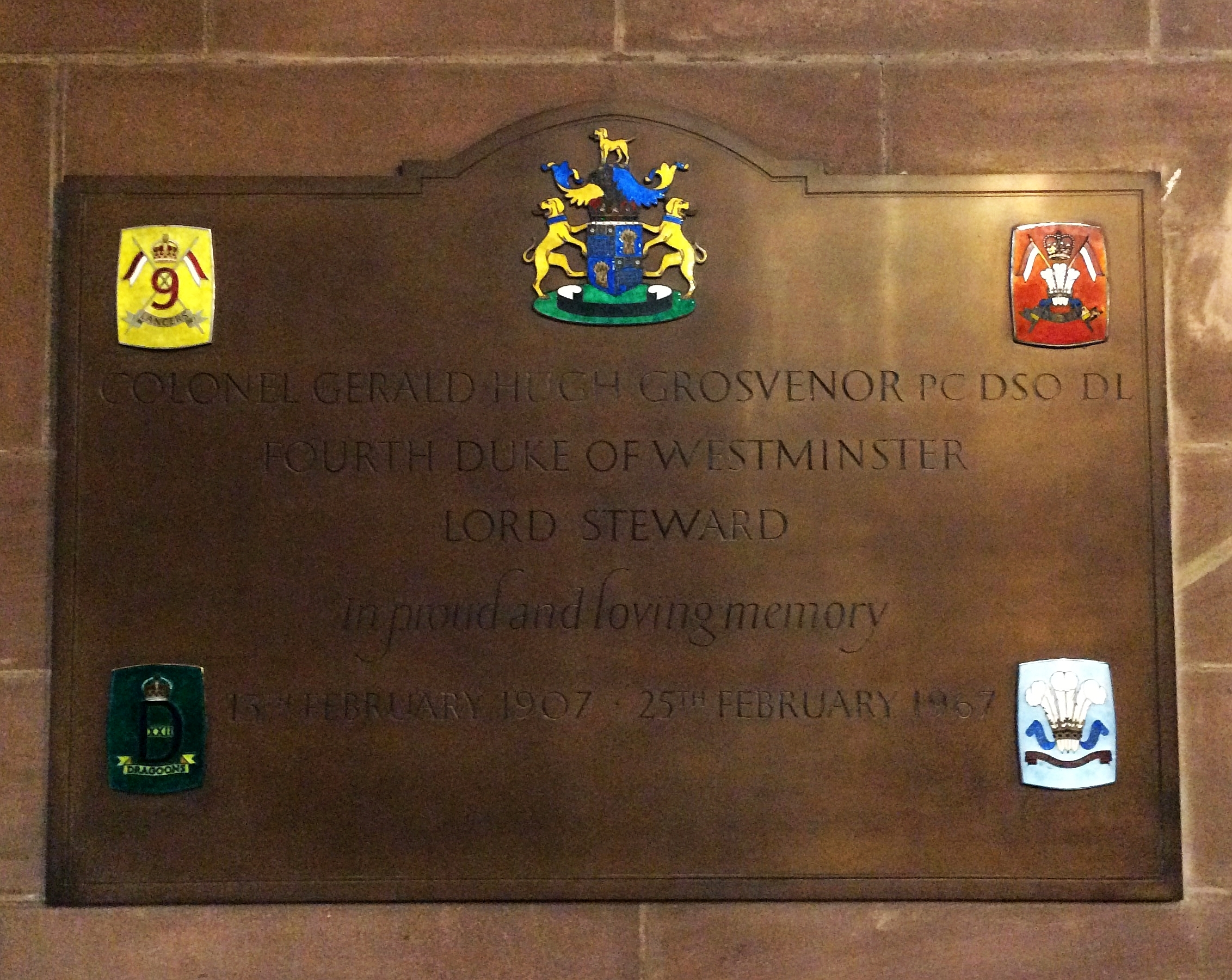
Мемориал 4-го герцога Вестминстера в Экклстонской церкви

Джеральд Хью Гровенор, 4-й герцог Вестминстер (англ. Gerald Grosvenor, 4th Duke of Westminster; 13 февраля 1907 — 25 февраля 1967) — британский аристократ.

## Титулы
6-й маркиз Вестминстер (с 22 февраля 1963 года), 4-й герцог Вестминстер (с 22 февраля 1963), 7-й барон Гровенор из Итона, графство Чешир (с 22 февраля 1963), 7-й граф Гровенор (с 22 февраля 1963), 13-й баронет Гровенор из Итона, графство Чешир (с 22 февраля 1963), 7-й виконт Белгрейв (с 22 февраля 1963 года).

## Ранняя жизнь
Родился 13 февраля 1907 года в Лондоне. Старший сын капитана лорда Хью Уильяма Гровенора (1884—1914) и Леди Мейбл Крайтон (1882—1944), внук Хью Гровенора, 1-го герцога Вестминстерского.
Он унаследовал свои титулы в 1963 году после смерти своего шестидесятивосьмилетнего кузена Уильяма Гровенора, 3-го герцога Вестминстера (1894—1963), который умер холостым и бездетным.

## Карьера
В 1926 году он был зачислен в 9-й уланский полк королевского военного колледжа в Сандхерсте. В 1929 году он был произведен в лейтенанты, в 1936 году — капитаны, а в 1943 году — в майоры. С 1936 по 1938 год он служил полковым адъютантом, а в 1938 году был назначен адъютантом Ноттингемширской йоменской кавалерии.
Он командовал своим полком во Второй мировой войне в звании подполковника и был ранен в ногу осколком снаряда 18 июля 1944 года, страдая от приступов сепсиса до конца жизни. В 1947 году он был уволен из армии по инвалидности, но в 1950 году был произведен в лейтенанты кадетского корпуса армии Уилтшира.
В 1952 году Джеральд Хью был назначен экзоном в йоменскую гвардию. 18 февраля 1955 года он был назначен почетным полковником чеширских йоменов и 19 мая 1961 года он был назначен полковником 9-й/12-й Королевского уланского полка. В 1959 году он служил высоким шерифом графства Чешир. Он был сделан членом Тайного совета Великобритании в 1964 году.

## Личная жизнь
11 апреля 1945 года, когда он был третьим в очереди наследования своих титулов, он женился на Салли Перри (1909 — 30 мая 1990), одной из трех внебрачных дочерей Мюриэл Перри от Роджера Экерли. У них не было детей.
Он также известен тем, что приказал снести Итон-Холл Альфреда Уотерхауза в 1963 году, в то время, когда викторианская архитектура была недооценена. Его заменил гораздо меньший современный дом. На момент сноса он был самым богатым пэром Британии.
Джеральд Хью Гровенор скончался в 1967 году в возрасте 60 лет и был похоронен на кладбище Экклстонской церкви близ Итон-Холла, графство Чешир. После его смерти титулы перешли к его младшему брату Роберту Гровенору, 5-му герцогу Вестминстеру (1910—1979).